# Scaphytopius sulphureus
Scaphytopius sulphureus är en insektsart som beskrevs av Henry Fairfield Osborn 1923. Scaphytopius sulphureus ingår i släktet Scaphytopius och familjen dvärgstritar. Inga underarter finns listade i Catalogue of Life.